# Helen Baxendale

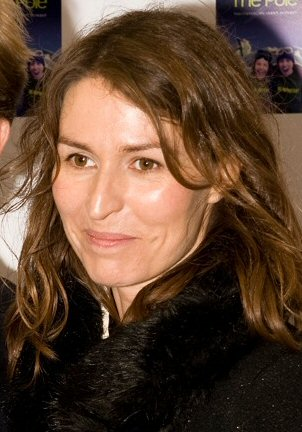
Helen Baxendale (2009)

Helen Victoria Baxendale (* 7. Juni 1970 in Wakefield, West Riding of Yorkshire, England) ist eine britische Schauspielerin.

## Leben
Helen Victoria Baxendale wurde in Wakefield geboren und wuchs in Shenstone, Staffordshire auf. Ursprünglich wollte sie Balletttänzerin werden und besuchte dazu die Elmhurst School for Dance. Allerdings brach sie die Ausbildung zu Gunsten einer Schauspielausbildung an der Bristol Old Vic Theatre School im Alter von 17 Jahren ab. Ihre ersten schauspielerischen Schritte machte sie von 1992 bis 1994 am Citizens Theatre in Glasgow. Von dort aus wurde sie für ihre Rolle der Dr. Claire Maitland in der Fernsehserie Cardiac Arrest gecastet.
Zu ihren größeren Serienauftritten zählten weiterhin Cold Feet, Friends und Kidnap and Ransom. Außerdem war sie in den Spielfilmen Ein ganz gewöhnlicher Dieb – Ordinary Decent Criminal, Gemeinsam stirbt sich’s besser und zuletzt in Roland Emmerichs Anonymus zu sehen.
Seit ihrer Zeit am Glasgower Theater ist sie mit dem britischen Filmemacher David L. Williams liiert, mit dem sie drei gemeinsame Kinder hat. Die erste Schwangerschaft wurde ihrer Figur während ihres Auftritts in der Fernsehserie An Unsuitable Job for a Woman und die zweite Schwangerschaft während ihrer Zeit bei Cold Feet zur Rolle hinzugeschrieben. Wegen ihrer ersten Schwangerschaft wurde sie auch zwei Folgen früher aus der Serie Friends geschrieben, als ursprünglich gedacht. Ihr Auftritt endete bereits nach 14 anstatt von 16 Folgen. Ihre Tochter Nell Williams übernahm ebenfalls bereits erste Schauspielrollen.

## Filmografie (Auswahl)

### Film
- 1996: Bolsche Vita (Bolse vita)
- 1996: Der Überläufer (Crossing the Floor)
- 1996: Lügenspiele (Truth or Dare)
- 2000: Ein ganz gewöhnlicher Dieb – Ordinary Decent Criminal (Ordinary Decent Criminal)
- 2001: Gemeinsam stirbt sich’s besser (Dead by Monday)
- 2011: Anonymus (Anonymous)
- 2020: Agatha and the Midnight Murders

### Serien
- 1994–1996: Cardiac Arrest (27 Folgen)
- 1997–2001: An Unsuitable Job for a Woman (vier Folgen)
- 1997–2003: Cold Feet (32 Folgen)
- 1998–1999: Friends (14 Folgen)
- 2001: Adrian Mole: The Cappuccino Years (sechs Folgen)
- 2008: Agatha Christie’s Marple (1 Folge)
- 2009: Lewis – Der Oxford Krimi (1 Folge)
- 2011–2012: Kidnap and Ransom (sechs Folgen)
- 2010–2012: Dirk Gently (zwei Folgen)
- 2012: George Gently – Der Unbestechliche (Inspector George Gently; 1 Folge)
- 2012–2019: Cuckoo (33 Folgen)
- 2013: Vorhang (Agatha Christie’s Poirot; Folge Curtain: Poirot’s Last Case)
- 2014: Death in Paradise (1 Folge)
- 2014: Law & Order: UK (1 Folge)
- 2016: Inspector Barnaby (Midsomer Murders; Folge 18x1: Und wo sind die Leichen? Habeas Corpus)
- 2020–2022: Noughts + Crosses (6 Folgen)